# أيزو 3166-2:BJ
أيزو 31166-2:BJ هو الجزء المخصص لدولة بنين في أيزو 3166-2، وهو جزء من معيار أيزو 3166 الذي نشرته المنظمة الدولية للتوحيد القياسي (أيزو)، والذي يُعرف رموز لأسماء التقسيمات الرئيسية (مثل الأقاليم، الجهات، المقاطعات أو الولايات) من جميع البلدان في ترميز أيزو 3166-1.
يتكون كل رمز من جزئين مفصولين بواصلة. الجزء الأول هو BJ، وهو رمز وأيزو 3166-1 حرفي 2 للبلد. أما الجزء الثاني فهو عبارة عن حرفين.

## الرموز الحالية
| الرمز | التقسيم        |
| ----- | -------------- |
| BJ-AL | إدارة أليبوري  |
| BJ-AK | إدارة أتاكورا  |
| BJ-AQ | إدارة أتلانتيك |
| BJ-BO | إدارة بورغو    |
| BJ-CO | إدارة كولين    |
| BJ-DO | إدارة دونجا    |
| BJ-KO | إدارة كوفو     |
| BJ-LI | إدارة ليتورال  |
| BJ-MO | إدارة مونو     |
| BJ-OU | إدارة أوميه    |
| BJ-PL | إدارة بلاتوه   |
| BJ-ZO | إدارة زو       |